# معاهدة مندوتا

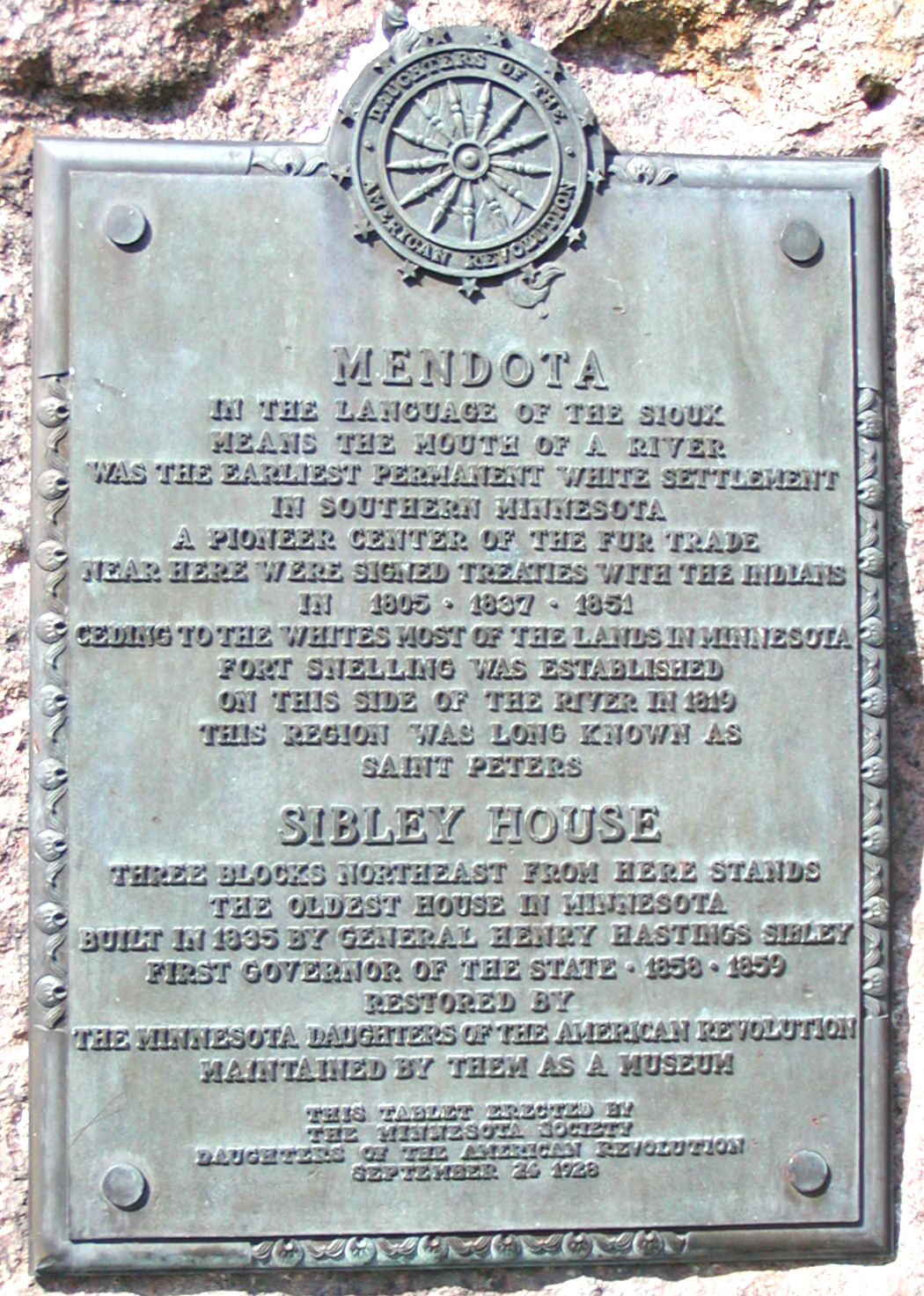
لوحة مندوتا

معاهدة مندوتا تم التوقيع عليها في مندوتا بمينيسوتا في 5 أغسطس 1851 بين حكومة الولايات المتحدة الاتحادية وعشيرتي مديواكانتون وواهبكوته التابعتين لقبيلة داكوتا في مينيسوتا.
تم التوقيع على اتفاق قرب بايلوت كنوب على الضفة الجنوبية لنهر مينيسوتا وعلى مرمى البصر من حصن سنيلنغ. وتنص المعاهدة على حصول عصابات المديواكانتون والواهبكوته على 1410000 $ في مقابل الرحيل إلى لوور سو أجنسي على نهر مينيسوتا بالقرب من مورتون، مينيسوتا الحالية، إلى جانب مع التخلي عن حقوقهم في جزء كبير من جنوب مينيسوتا.
بالتوقيع على معاهدة مندوتا إلى جانب معاهدة ترافيرس دي سو السابقة، أصبح معظم مناطق جنوب مينيسوتا مفتوحا للاستيطان الأبيض.